# Conway Twitty
Conway Twitty (eredetileg: Harold Lloyd Jenkins) (Friars Point, Mississippi, 1933. szeptember 1. – Springfield, Missouri, 1993. június 5.) Grammy-díjas amerikai country énekes.
Az amerikai popzene történetében egyedül Conway Twitty szerzett 55 lemezével slágerlista első helyet, se a Beatles, se Elvis Presley, Frank Sinatra nem jutott el eddig. Conway 55. slágerlistás lemeze, a "Crazy in Love" 1990. decemberben ugrott a slágerlisták élére.
Hosszú karrierje alatt majdnem minden zenei irányzatban szerepelt, a blues, a rock and roll, a dixieland, az R&B country és a gospel területén is sikereket aratott.

## Élete

### Korai évek
Twitty a Mississippi fia volt, apja hajóskapitány, a Mississippi melletti Friars Pointban lakott családjával. Ő tanította meg fiának az első gitárakkordokat, amikor Twitty négyéves korában egy kis gitárt kapott.
Friars Point a Mississippi mellett egy kisváros volt, túlnyomórészt feketék lakták, gyapottelepekkel és farmokkal. A szomszédjukban is egy színes bőrű ember lakott, akit „Uncle Fred”-nek hívott, és akit bálványozott, szerette énekeit.
Ez volt a kezdete, hogy Twitty érdeklődése a zene iránt felerősödött, órákat töltött el árokpartokon, a színes bőrűek templomaiban, hallgatta a blues és gospel zenét, emellett a négerek énekét a faluban és templomokban, valamint a rádióban minden szombaton hallható „Grand Ole Opry” műsorban.
10 éves korában alapította meg első zenekarát, a "The Phillips County Ramblers"-t.
12 éves korában a családja a folyó mentén fekvő Helenaba (Arkansas) költözött, vele ment az első zenekara a "The Phillips County Ramblers" is. Itt a szombatonkénti rádió showban mutatkoztak be, majd léptek fel rendszeresen.
1953-ban végzett a helenai Central High School-ban.
Ebben az arkansasi városkában szerette meg a baseballt, ez hamarosan élete közepe lett, híres játékos szeretett volna lenni. Miután Helenaban befejezte középfokú tanulmányait, szerződést kötött a „Philadelphia Phillies” csapatával, de a koreai háborúba való katonai behívója megakadályozta a további pályafutását.
Amikor befejezte katonáskodását a Távol-Keleten, 1956-ban visszatért Amerikába, nyitva állt volna előtte a baseball-csapatba való kerülés, de inkább muzsikuskarrierbe kezdett. Ennek egyik oka az volt, hogy meghallotta Elvis Presley számát, a "Mystery Train."-t. Az új zene hatása alá került és elkezdett rock and roll számokat írni.

### Zenei pályafutása
Azzal az álmával ment Memphisbe, hogy nagylemezt jelentet meg rock and roll számokkal. A „Sun Records”-nál Sam Phillips lemezkiadási szerződést kötött vele, de nem teljes lemezre, hanem csak nyolc számot tartalmazó lemezre. Bár a számokat rögzítették, de végül nem adták ki.
1956 végéig, míg el nem hagyta a Sun-t, egy rockabilly turnén vett részt, többek között Arkansasban és Texasban. Az arkansasi és a texasi turné hatására változtatta meg a nevét egy arkansasi kisváros, Conway, és egy texasi kisváros, Twitty nevéből képezve művésznevét.
1957 elején átigazolt a „Mercury Records”-hoz, ahol több kislemeze is megjelent, átütő siker nélkül. 1958-ban újabb lemezkiadó váltás, és a várt siker bekövetkezte. Az MGM-el írt alá lemezkiadási szerződést, aki megjelentette az "It's Only Make Believe" számát. A dal No.1 lett a Billboard listán és 8 millió példányban fogyott el. 21 különböző országban is első helyezést ért el a dal. A lemezen Elvis Presley háttérénekesei, a the „Jordanaires” énekeltek. 1959 és 1960 között számos dal követte, többek között a "Danny Boy" és a "Lonely Blue Boy". Sikerének eredménye a filmszerepei is 1960-ban, a „Sex Kittens Go to College”, „Platinum High School”, és a „College Confidential” mozifilmekben.
1961 elején egyre több country zenét kezdett el írni és előadni, bár még elsődlegesen popzenei előadó volt. Egy alkalommal egy előadó, Ray Price Twitty egyik dalát, a "Walk Me to the Door" country stílusú dalával a Top 10-be került, ekkor határozta el, hogy a továbbiakban country énekesként folytatja pályafutását.
1965 végén Twitty egy jó barátja, Harlan Howard segítségével ismerkedett meg Owen Bardley-vel, egy lemezkiadóval, ennek hatására írta alá a Deccával a lemezkiadási szerződést. 1966-ban adta ki első country számokat tartalmazó lemezét a "Guess My Eyes Were Bigger Than My Heart," címmel. Ezután sorban jelentek meg slágerlista vezető számai, mint a "The Image of Me", "I Love You More Today," "To See My Angel Cry," "Hello Darlin'" "Fifteen Years Ago," és a "How Much More She Can Stand" számai. A Deccával való együttműködés eredménye 17 slágerlistás dal, köztük olyan híres számok, mint a "Hello Darlin'" "Linda On My Mind," and "You've Never Been This Far Before,".
Az 1970-es évek végén kezdett együttműködni Loretta Lynn-nel, 1971 elején jelent meg első közös duettjük, az "After the Fire Is Gone", mely hatalmas sikert aratott. Ezek után folytatták együttműködésüket, évente egy albumot megjelentettek, ebből 14 került be a Top10-be, megkapták együtt a countryzene év duója kitüntető címet. Twitty Lynn-nel történő duettje mellett szólókarrierjét is folytatta.
1973-ban a Decca lemeztársaság az MCA Records érdekkörébe került. A Deccánál ez idő alatt számos slágere jelent meg, köztük az "I See the Want To in Your Eyes", "Linda in My Mind", "Touch the Hand", "After All the Good Is Gone", "I've Already Loved You in My Mind", "Happy Birthday Darlin'", "Tight Fittin' Jeans", és a "Red Neckin' Love Makin' Night".
1975-ben Oklahoma City-ből Nashville-be költözött. A siker mentén Twitty egyéb üzleti vállalkozásokba fogott, közte banki és ingatlanforgalmazói tevékenységbe, könyvkereskedésbe, végül egy parkot létesített 1982-ben Hendersonville-ben, Nashville külvárosában, amit Twitty City-nek nevezett. Pár évig itt élt családjával, afféle nyitott fan klubot hozott létre a farmon. A park 9 holdas területen helyezkedett el.
1981 végén az „Elektra”-hoz szerződött, ahol több slágerlistás kislemeze jelent meg. 1985-ben jelent meg az 50-ik No.1 lemeze, a "Don't Call Him a Cowboy". 1987-ben visszatért az MCA lemezkiadóhoz, megjelentette a "Julia" és az "I Want to Know You Before We Make Love" számát. Haláláig ennél a lemezkiadónál maradt és adta ki lemezeit. 1990-ben jelent meg az 55. lemeze, ami No.1 helyet foglalt el a slágerlistán, a "Crazy In Love", 5 hónapig vezette a listát.
1993-ban Twitty a Missouri államban lévő Bransonban megbetegedett, és nemsokára hasüregi aneurizmában meghalt. Röviddel halála után jelent meg utolsó albuma, a „Final Touches”. 1999-ben a Country Music Hall of Fame tagja lett.
Twitty háromszor házasodott meg, utolsó felesége Dee Henry Jenkins volt. Házasságaiból négy gyereke született, Michael, Joni, Kathy és Jimmy Jenkins
2004-ben Twitty-vel egy olyan lemez jelent meg, ahol duettet énekelt Anita Cochrane-nel, a lemez címe "I Want to Hear a Cheating Song" volt. Ezen a lemezen Twitty hangját elektronikusan állították elő számos 1980-as években született slágeréből.

### Érdekesség
A Seth MacFarlane által alkotott és rendezett Family Guy című amerikai rajzfilmsorozat több epizódjában is feltűnik zenés videóival.

## Elismerései
- Zenei pályafutása alatt 23 BMI, 8 ASCAP, és 20 SESAC előadói díjat kapott.
- 1970-ben Grammy-díjra jelölték a legjobb zeneszerző kategóriában a „Hello Darlin'” daláért.
- 1989-ben az A.M.O.A (Amusement and Music Operators of America) a wurlitzer 100. születésnapját ünnepelte, az ennek eredményeképp alapított díját, a "Jukebox Award"-ot első alkalommal ő kapta meg.

## Nagylemezei
- 1958 Conway Twitty Sings
- 1959 Saturday Night With Conway Twitty
- 1960 Lonely Blue Boy
- 1960 Conway Twitty's Greatest Hits
- 1961 The Rock 'N' Roll Story
- 1961 Conway Twitty Touch
- 1961 Conway Twitty Looking Back
- 1962 Portrait Of A Fool
- 1963 R & B 63
- 1964 Hit The Road
- 1965 Conway Twitty Sings
- 1966 Look Into My Teardrops
- 1967 Conway Twitty Country
- 1968 Here's Conway Twitty
- 1969 I Love You More Today
- 1970 Conway Twitty GAS #110
- 1971 We Only Make Believe
- 1972 Lead Me On
- 1973 20 Great Hits By Conway Twitty
- 1974 Honky Tonk Angel
- 1975 Linda On My Mind
- 1976 Country Gold-Conway Twitty
- 1977 Play Guitar Play
- 1978 Georgia Keeps Pullin' On My Ring
- 1979 Conway Twitty Rock 'N' Roll Album
- 1980 Heart And Soul
- 1981 Two's A Party
- 1982 Conway Twitty Number Ones
- 1983 Lost In The Feeling
- 1984 By Heart
- 1985 Don't Call Him A Cowboy
- 1986 Fallin' For You For Years
- 1987 Borderline
- 1988 #1's-Conway Twitty-The Warner Bros.
- 1989 House On Old Lonesome Road
- 1990 Conway Twitty Silver Anniversary Collection
- 1991 Even Now
- 1992 Conway Twitty Gold
- 1993 Final Touches
- 1994 The Final Recordings Of His Greatest Hits, Vol. I
- 1995 The Conway Twitty Collection